# Alejandro Ruidíaz
Alejandro Ruidíaz (nacido el 3 de septiembre de 1969 en Avellaneda, Buenos Aires, Argentina - fallecido el 26 de marzo de 2006) es un exfutbolista argentino. Jugaba de Volante y jugó toda su carrera en Independiente de Avellaneda.

## Carrera

### Trayectoria como jugador
Alejandro Ruidíaz comenzó su carrera en 1986 jugando para Independiente. Con sólo 15 años disputó el mundial Sub-16 en China. A los 17 debutó en la primera de Independiente, y hasta el propio Ricardo Bochini llegó a señalarlo como su sucesor. En 1988 representó a la Argentina en los Juegos Olímpicos de Seúl. Participó en la Copa Mundial de Fútbol Sub-20 de 1989 en Arabia Saudita. En 1989 se fue a préstamo al Toshiba, de Japón. En agosto de 1990  regresó a Independiente.

### Accidente automovilístico y retiro
En diciembre de 1991 jugaría su último partido. En aquel momento una lesión en la rodilla lo mantuvo varios meses inactivo. Quedó libre de Independiente y, en septiembre de 1992, cuando tenía todo arreglado para jugar en River Plate, en la revisación médica le encontraron un problema en el corazón el cual lo obligó a abandonar el fútbol.
En los últimos días de agosto de 1990, sufrió un accidente automovilístico que lo dejó al borde del retiro. Chocó contra un camión. Estuvo 8 horas inconsciente y 20 días internado. Sufrió el hundimiento de un parietal y los médicos decían que no podría volver a jugar. A los dos meses estaba otra vez dentro de una cancha enfrentando a River: hizo un gol. Todavía tenía la cabeza rapada y se notaban los 20 puntos que le habían aplicado.
El exfutbolista ofensivo Alejandro Ruidíaz falleció en la ciudad de Avellaneda, y sus restos fueron velados en una sala de esa localidad. Ruidíaz, de 35 años, sufrió un infarto y es recordado como un volante ofensivo que actuó en Independiente entre 1986 y 1991.

## Clubes
| Club            | País      | Temporada | Partidos | Goles |
| --------------- | --------- | --------- | -------- | ----- |
| Independiente   | Argentina | 1986-1992 | 31       | 3     |
| Toshiba Sapporo | Japón     | 1989-1990 | 11       | 4     |

## Selección nacional

### Participaciones en Copas del Mundo
| Mundial                               | Sede           | Resultado        | Partidos | Goles |
| ------------------------------------- | -------------- | ---------------- | -------- | ----- |
| Copa Mundial de Fútbol Sub-17 de 1985 | China          | Primera fase     | 1        | 0     |
| Copa Mundial de Fútbol Sub-20 de 1989 | Arabia Saudita | Cuartos de final | 2        | 0     |

### Participaciones en Juegos Olímpicos
| Juegos Olímpicos              | Sede          | Resultado        | Partidos | Goles |
| ----------------------------- | ------------- | ---------------- | -------- | ----- |
| Juegos Olímpicos de Seúl 1988 | Corea del Sur | Cuartos de final | 1        | 0     |